# Jan Westerlund
Jan Westerlund, född den 31 augusti 1954 i Umeå, är en svensk fotbollstränare.
Westerlund tränade Umeå FC 1995, då laget tog steget upp i Allsvenskan.

## Klubbar
- Umeå FC (1990-1997)(2007-?) Tränare
- FF Jaro (1998) Tränare
- Östersunds FK (1999-2001) Tränare
- Friska Viljor FC (2002-) Tränare